# سام ريكيتس

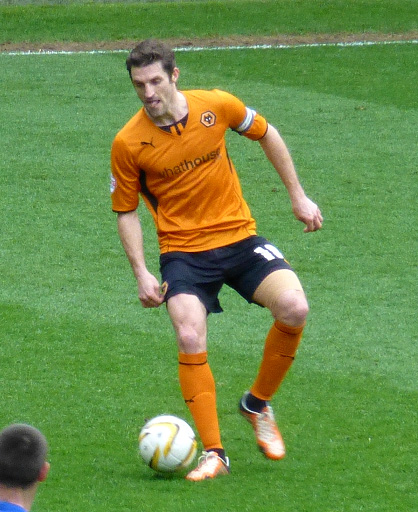

سام ريكيتس (بالإنجليزية: Sam Ricketts)‏ (مواليد 11 أكتوبر 1981 في إيليسبوري - إنجلترا) لاعب كرة قدم إنجليزي يلعب حاليا لصالح نادي الدرجة الممتازة بولتون واندررز الإنجليزي منذ 2009 في مركز الظهير .

## مسيرته الكروية
لعب سام ريكيتس خلال مسيرته الاحترافية مع 9 أندية في تسعة عشر موسمًا وسجل خلالها 12 هدفًا ضمن 499 مباراة. ولم يفز بأي موسم بالكأس أو بالدوري.
خاض سام ريكيتس مسيرته مع نادي أكسفورد يونايتد في موسم 2000–01 واستمر معه طيلة ثلاثة مواسم، مشاركًا في 45 مباراة سجل خلالها هدفًا واحدًا. ثم انتقل إلى نونيتون بورو ‏ في موسم 2002–03 لمدة موسم واحد، حيث شارك في 11 مباراة سجل خلالها هدفًا واحدًا أيضًا. لينتقل بعدها إلى نادي تلفورد يونايتد في موسم 2003–04 لمدة موسم واحد، مشاركًا في 41 مباراة سجل خلالها 4 أهداف. ثم انتقل إلى نادي سوانزي سيتي في موسم 2004–05 ولمدة موسمين، مشاركًا في 86 مباراة سجل خلالها هدفًا واحدًا. هذا وانتقل لاحقًا إلى نادي هال سيتي في موسم 2006–07 واستمر معه طيلة ثلاثة مواسم، مشاركًا في 113 مباراة سجل خلالها هدفًا واحدًا أيضًا. ثم انتقل بعدها إلى نادي بولتون واندررز في موسم 2009–10 ليلعب معه أربعة مواسم، مشاركًا في 96 مباراة سجل خلالها هدفًا واحدًا أيضًا. ليعود وينتقل من جديد، لكن هذه المرة إلى نادي وولفرهامبتون واندررز في موسم 2013–14 ولمدة موسمين، مشاركًا في 48 مباراة سجل خلالها هدفين. لينتقل بعدها إلى نادي سويندون تاون في موسم 2014–15 لمدة موسم واحد، مشاركًا في 9 مباريات ولم يسجل أي هدف. ثم لعب في نادي كوفنتري سيتي في موسم 2015–16 ولمدة موسمين، مشاركًا في 50 مباراة سجل خلالها هدفًا واحدًا.

## روابط خارجية
- سام ريكيتس على موقع قاعدة بيانات كرة القدم.إي يو (الإنجليزية)
- سام ريكيتس على موقع ليكيب (الفرنسية)
- سام ريكيتس على موقع ناشيونال فوتبول تيمز (الإنجليزية)
- سام ريكيتس على موقع Soccerbase.com (لاعب) (الإنجليزية)
- سام ريكيتس على موقع عالم كرة القدم.نت (الإنجليزية)
- سام ريكيتس على موقع كووورة